# روجر هانسن
روجر هانسن (بالإنجليزية: Roger Hansen)‏ هو لاعب كرة قاعدة أمريكي، ولد في 28 أغسطس 1961 في جونستاون في الولايات المتحدة.

## وصلات خارجية
- روجر هانسن على موقعبيزبول رفرنس.كوم (الدوري الثانوي) (الإنجليزية)